# Alekséi Volodin
Alekséi Volodin (Алексей Володин) es un pianista ruso nacido en 1977.

## Biografía
Nació en San Petersburgo, ciudad en la que tomó sus primeras lecciones de piano a la edad de nueve años. Poco después se trasladó a Moscú, donde estudió bajo la dirección de Irina Cháklina y Tatiana Zelikman en la Escuela Estatal de Música Gnessin. Entre 1994 y 2001, fue alumno del Conservatorio de Moscú, posteriormente recibió clases magistrales de la profesora Elisó Virsaladze, completando su formación en la Academia Internacional de Piano Lago de Como situada en Como, Italia. En 1998, recibió un premio de laureado en el Concurso Internacional de Piano de Santander Paloma O'Shea y, en 2003, ganó el noveno Concurso Géza Anda en Zúrich, Suiza.